# Кристіан II
Кристіан II (дан. Christian 2; 1 липня 1481 — 25 січня 1559) — король Данії та Норвегії з 1513 до 1523 року, король Швеції з 1520 до 1523 року. Походив з династії Ольденбургів.

## Життєпис

### Молоді роки
Був сином Юхана, короля Данії, Норвегії та Швеції, та Христини Веттін. Із самого дитинства його було визнано спадкоємцем данського трону. У 1494 році принца Кристіана було визнано спадкоємцем корони Норвегії, а у 1497 року — Швеції.
У 1506-1513 роках Кристіан був намісником у Норвегії. Тут він у 1506 році досить швидко та жорстоко придушив повстання проти данського хазяйнування.

### Володарювання
Після смерті у 1513 році Юхана Кристіан став королем Данії. Від самого початку він розпочав боротьбу проти аристократії, намагаючись зміцнити свою владу.
У 1517 році він почав боротьбу за Швецію. Того ж року Кристіан II вторгся до Швеції, спираючись на підтримку Густава Тролле, архієпископа Упсальського та деяких аристократів. Проте в 1517 та 1518 роках він зазнав поразки при Стокгольмі. Тоді ж розпочалася боротьба між Стеном Стуре Молодшим та Густавом Тролле. За скаргою Тролле Стена Стуре було відлучено від церкви.
Скориставшись цим, Кристіан II спорядив велику армію та флот, після чого вдерся до Швеції. У 1520 році відбулася битва на озері Осунден, внаслідок чого шведська армія була розгромлена, а сам Стен Стуре Молодший помер від поранень. Того ж року Кристіана II короновано на володаря Швеції. Після цього наказав стратити 82 шведських аристократів, після цього було страчено ще 600 заможних жителів Стокгольма.
У 1521 році король вирушив до Нідерландів, де зустрівся з імператором Карлом V. У нього Кристіан просив підтримки проти Любека та отримання прав на графство Гольштейн.
Повернувшись до Данії, Кристіан II впровадив закон, щоб полегшити становище середнього та нижчого класів. Знать, шляхта та вище духівництво Данії розглядало це як спробу позбавити їх давніх привілеїв. Це викликало повстання на півдні Данії. Водночас почалося шведське повстання в області Далекарлії проти жорстокої політики Кристіана. Його очолив Густав Ваза. Можливості втримати владу у Кристіана II були, проте його нерозважлива політика сприяла зростанню ворогів. Він посварився із своїм дядьком Фредеріком, графом Гольштейнським. Проти Кристіана також виступили селяни, купці та торговці. Підтримали усіх ворогів данського короля міста Ганзи. У 1523 році Фредеріка Гольштейнского оголосили королем Данії. Водночас Густав Ваза захопив Стокгольм.
Врешті-решт Кристіан II втік до Норвегії, де намагався зміцнити свої позиції, але й тут не втримався. Він вимушений був здатися й у Копенгагені укладено угоду. Кристіан разом з родиною вирушив у вигнання до Німеччини.

### Останні роки
Кристіан після свого зречення у 1523 році деякий час жив у Нідерландах. Тут він знайомиться з творами та думками Мартина Лютера. У 1531 році він спорядив нову армію й флот, намагаючись повернути собі корони Данії та Норвегії. Проте Кристіан зазнав поразки. При перемовинах з королем Фредеріком I Кристіана було зрадницьки захоплено й запроторено до Сендерборзького замку, де він провів 12 років. Після цього Кристіана переведено до замку Калундборга. Тут Кристіан й помер 25 січня 1559 року.

## Родина
Дружина — Ізабела (1501—1526), донька Філіпа I, короля Кастилії
Діти:
- Юхан (1518—1532)
- Доротея (1520—1580), дружина Фредеріка II, курфюрста Пфальцького
- Христина (1522—1590), дружина Франческо II Сфорца, герцога Міланського (першим шлюбом), дружина Франциска I, герцога Лотаринзького (другим шлюбом)